# Пуерто-Бакерісо-Морено
Пуерто-Бакерісо-Морено (ісп. Puerto Baquerizo Moreno) — столиця еквадорської провінції Галапагос та адміністративний центр кантону Сан-Кристобаль. Місто розташоване на південному березі острова Сан-Кристобаль, найсхіднішого острова архіпелагу.
Хоча місто є столицію провінції, це друге за насеенням місто на архіпелазі, лише з 5 600 мешканців, переважно рибаків. Економіка міста складається з рибальства, туризму і сільського господарства. Місто має туристичний центр, проте його туристична інфраструктура не така розвинена, як у Пуерто-Айора.
Назва міста отримана від імені Альфредо Бакерісо Морено (1859—1951).
Мешканці міста заснували та керують Екологічним фондом Альбатрос (ісп. Fundación Ecológica Albatros).